# 2004年夏季残疾人奥林匹克运动会英国代表团
2004年夏季残疾人奥林匹克运动会英国代表团是英国派出的2004年夏季残疾人奥林匹克运动会代表团。获得35枚金牌、30枚银牌和29枚铜牌。